# Franz Grashof
Franz Grashof (Düsseldorf, 11 de julho de 1826 — Karlsruhe, 26 de outubro de 1893) foi um engenheiro alemão.
Foi professor de mecânica aplicada e construção de máquinas na Universidade de Karlsruhe, onde foi em quatro períodos reitor, em (1867 — 1869), (1872 — 1873), (1882 — 1883) e (1885 — 1886).
Grashof foi um dos fundadores da Associação dos Engenheiros Alemães, tendo sido também seu primeiro diretor.
Grashof é distinguido pela mais alta condecoração da Associação dos Engenheiros Alemães, a medalha de Grashof, instituída em 28 de agosto de 1894, tendo na ocasião recebido a mesma o engenheiro Carl von Bach. Engenheiros que receberam a medalha são, dentre outros, Ferdinand von Zeppelin, Wilhelm Maybach, Carl Bosch, Ferdinand Porsche, Aurel Stodola, Wilhelm Nusselt, etc.
Grashof também é lembrado na mecânica dos fluidos com um número adimensional, o número de Grashof.

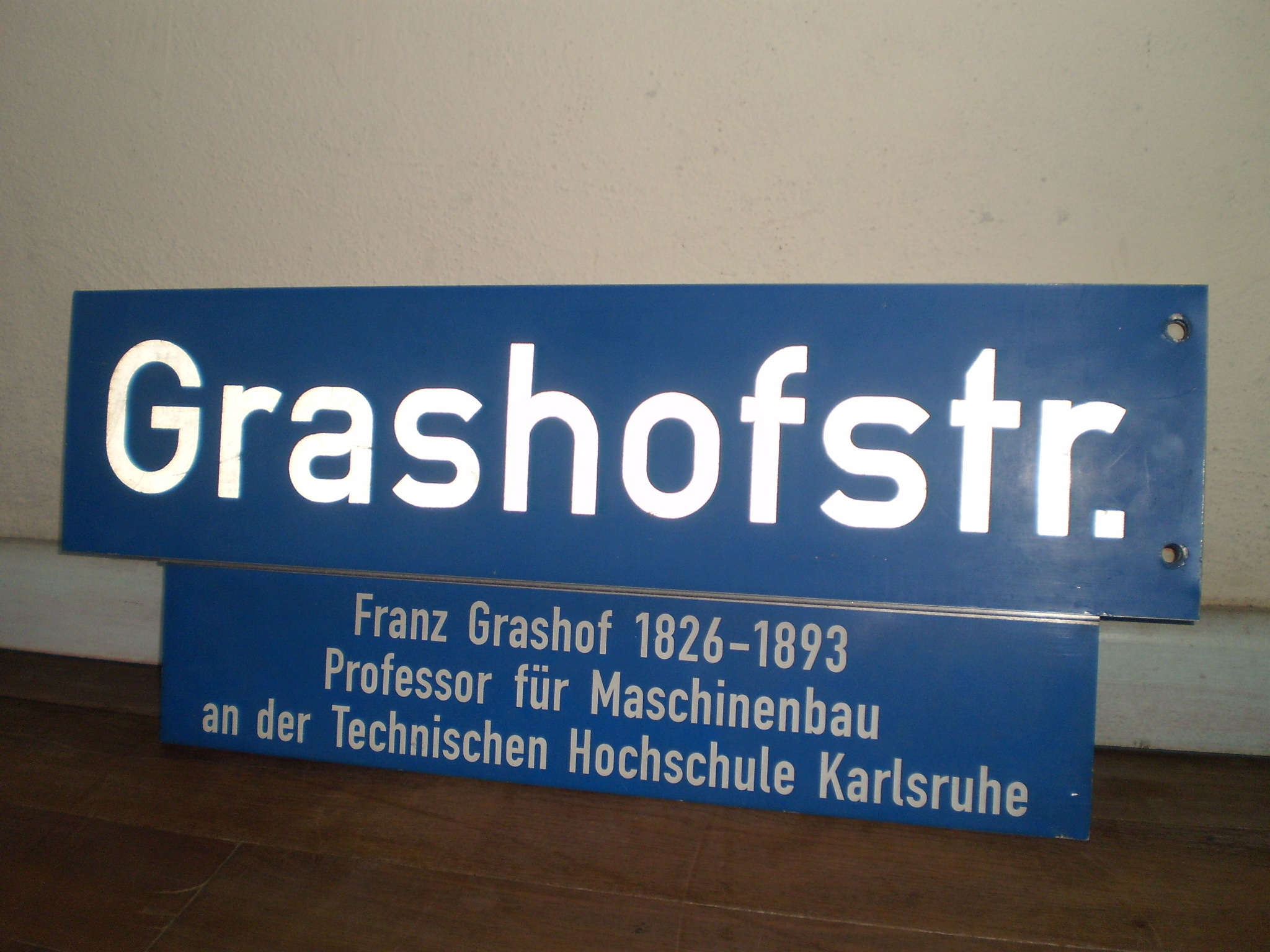
Placa da "Rua Grashof", em Karlsruhe

## Biografia
- 1844 a 1847: Estudante de matemática, física e construção de máquinas em Berlim
- 1852 a 1854: Reiniciou os estudos em Berlim
- 1853 a 1863: Professor de matemática e mecânica em Berlim
- 1863 a 1891: Professor de mecânica aplicada em Karlsruhe